# محمدباقر نمازی
محمدباقر نمازی تبریزی دولتمرد ایرانی و دیپلمات سابق است. او پیش از انقلاب ۱۳۵۷ ایران، استاندار خوزستان و معاونت امور محلی و عمران شهری وزارت کشور ایران را بر عهده داشته‌است. وی پس از انقلاب ۱۳۵۷ ایران، نماینده صندوق کودکان ملل متحد در کشورهای سومالی، کنیا و مصر بود. از جمله وقایع رخ داده در دورهٔ استانداری او آتش‌سوزی سینما رکس آبادان بود. او مؤسس گروه غیردولتی همیاران است.
نمازی در سال ۱۹۸۳ به آمریکا مهاجرت کرد. و دارای شهروندی این کشور است. او دو پسر به نامهای بابک و سیامک دارد.
باقر نمازی در سال ۱۳۹۵ و پس از بازگشت به ایران، بازداشت و به زندان اوین منتقل شده و سپس به ۱۰ سال حبس محکوم شد. او برای رسیدگی به پرونده پسرش سیامک نمازی به ایران رفته بود که خود نیز توسط نیروهای امنیتی بازداشت شد. سیامک نمازی فعال اقتصادی و مدیر بخش برنامه‌ریزی‌های استراتژیک کمپانی نفتی کرسنت پترولیوم بود. به گفته رسانه‌ها، سیامک و محمد باقر نمازی در شعبه ۱۵ دادگاه انقلاب به ریاست ابوالقاسم صلواتی محاکمه شدند. هر دوی آنها به اتهام همکاری با دولت متخاصم آمریکا، به ۱۰ سال حبس محکوم شدند.
او در سال ۱۳۹۶ به مرخصی پزشکی اعزام و حکم او متعاقباً به دوره سپری شده در زندان کاهش یافت، و در مهر ۱۴۰۱ با مساعدت دولت عمان، توانست از کشور خارج شود. پیش از این نیز دولت عمان میانجیگری بسیاری بین دو کشور ایران و آمریکا کرده بود.
همچنین خبر آزادی آقای محمد باقر نمازی توسط رسانه‌ها به توافق تهران و واشینگتن ارتباط داده شده بود که در مقابل این اتفاق، پول‌های بلوکه شده ایران به ارزش ۷ میلیارد دلار در کره‌جنوبی آزاد شود که البته این خبر توسط دولت جو بایدن رئیس‌جمهوری آمریکا تکذیب شد.